# Calynda dorbignyana
Calynda dorbignyana är en insektsart som beskrevs av Brunner von Wattenwyl 1907. Calynda dorbignyana ingår i släktet Calynda och familjen Diapheromeridae. Inga underarter finns listade.